# Zdzisław Opial
Zdzisław Opial (ur. 29 września 1930 w Krakowie, zm. 27 lipca 1974 tamże) – polski matematyk, profesor Uniwersytetu Jagiellońskiego i prorektor tej uczelni (1969–1972).

## Życiorys
Po maturze 1949 podjął studia na Uniwersytecie Jagiellońskim w Krakowie. Doktoryzował się w 1957 (promotorem w przewodzie doktorskim był Tadeusz Ważewski). Po rocznym pobycie w Paryżu (1959) habilitował się (1960) i następnie objął kierownictwo Katedry Metod Numerycznych (1962) na Uniwersytecie Jagiellońskim. W 1967 otrzymał tytuł (belwederski) profesora nadzwyczajnego.
Był członkiem Komitetu Nauk Matematycznych PAN i Komitetu Historii Nauki i Techniki PAN. Pełnił funkcję dyrektora Oddziału Krakowskiego Instytutu Matematycznego PAN.
W latach 1969–1972 był prorektorem Uniwersytetu Jagiellońskiego.
Największe sukcesy osiągnął w teorii równań i nierówności różniczkowych, analizie i analizie funkcjonalnej. Zajmował się też historią matematyki, dydaktyką i metodyką nauczania matematyki oraz popularyzacją matematyki. Jest autorem m.in. nowoczesnego podręcznika Algebra wyższa oraz książek dla uczniów Zbiory, formy zdaniowe, relacje i O konstrukcjach trójkątów (napisanej wspólnie z Marianem Łuczyńskim).
Pochowany na cmentarzu Rakowickim w Krakowie (kwatera Q 10, 31). 